# Цахкаландж
Цахкаландж (вірм. Ծաղկալանջ) — село в марзі Армавір, на заході Вірменії. Село розташоване за 6 км на північний захід від міста Вагаршапат, за 2 км на північ від села Айтах, за 2 км на північний захід від села Гехакерт та за 2 км на південь від села Арагац. Сільська церква Святого Геворга заснована у 1870-их. Біля села знаходяться старовинні пам'ятки.